# Ponta Furada
Ponta Furada est une localité de Sao Tomé-et-Principe située à l'ouest de l'île de São Tomé, au sud de Santa Catarina, dans le district de Lembá. C'est une ancienne roça.

## Population
Lors du recensement de 2012, 71 habitants y ont été dénombrés.

## Roça
Il subsiste peu de constructions de cette roça située à l'extrémité de la route nationale.